# Seznam prezidentů Islandu

Vlajka islandského prezidenta
Poměr stran: 9:16

Znak islandského prezidenta

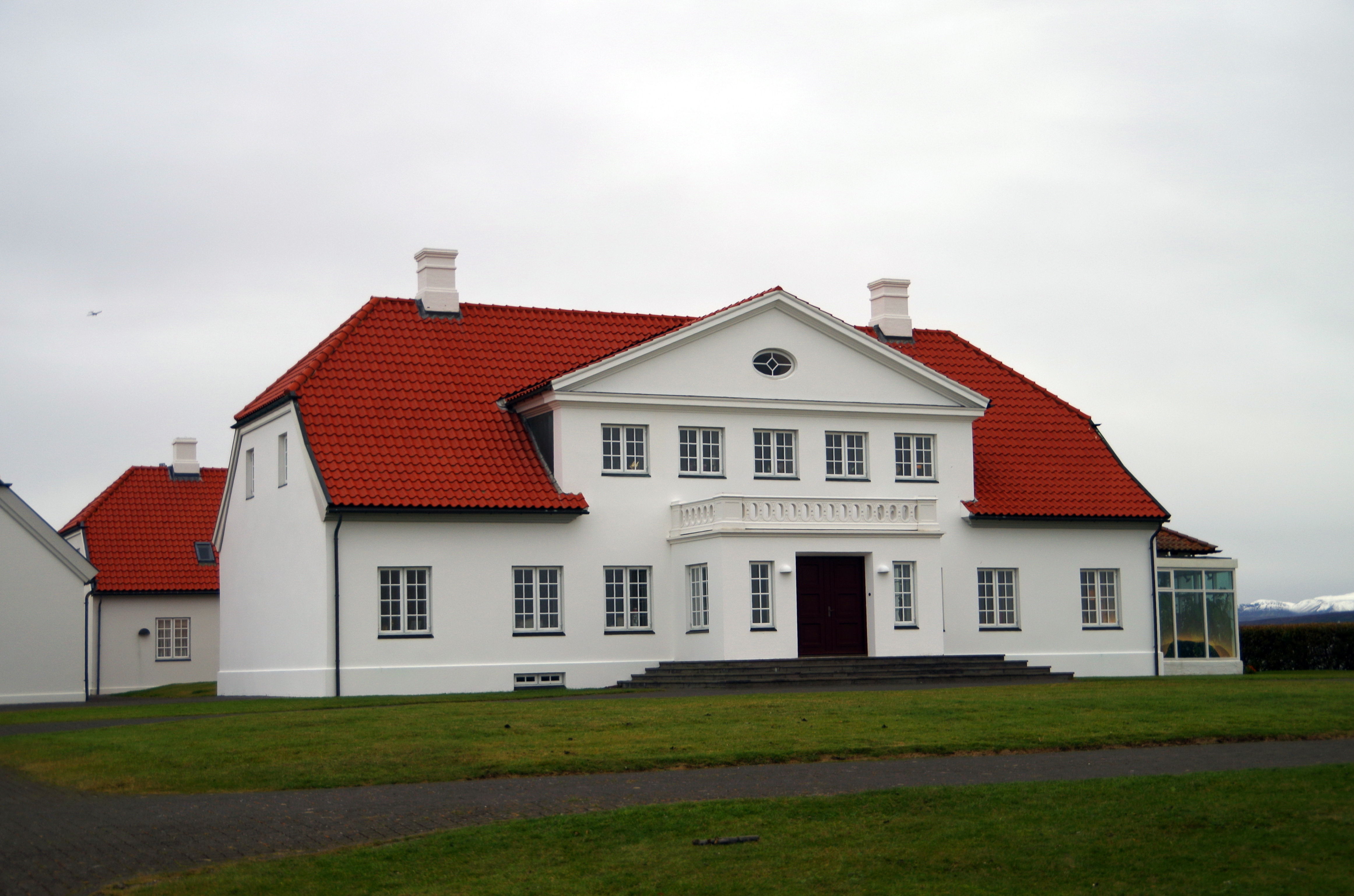
Bessastaðir – sídlo islandského prezidenta

Seznam prezidentů Islandu zahrnuje prezidenty Islandu od roku 1944 do současnosti.

## Seznam islandských prezidentů
- Sveinn Björnsson (1881–1952) – v úřadu od 17. června 1944 do 25. ledna 1952
- Ásgeir Ásgeirsson (1894–1972) – v úřadu od 1. srpna 1952 do 1. srpna 1968
- Kristján Eldjárn (1916–1982) – v úřadu od 1. srpna 1968 do 1. srpna 1980
- Vigdís Finnbogadóttir (* 1930) – v úřadu od 1. srpna 1980 do 1. srpna 1996
- Ólafur Ragnar Grímsson (* 1943) – v úřadu od 1. srpna 1996 do 1. srpna 2016[1]
- Guðni Thorlacius Jóhannesson (* 1968) – v úřadu od 1. srpna 2016 do 1. srpna 2024[2]
- Halla Tómasdóttir  (* 1968) – v úřadu od 1. srpna 2024[3][4]

## Galerie prezidentů

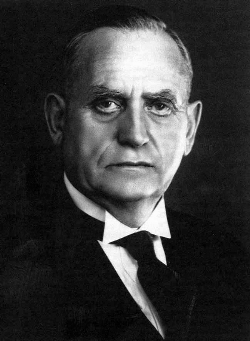
Sveinn Björnsson (1944–1952)
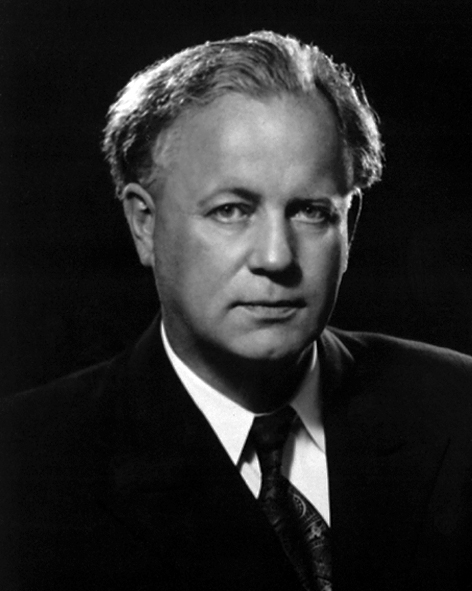
Ásgeir Ásgeirsson (1952–1968)
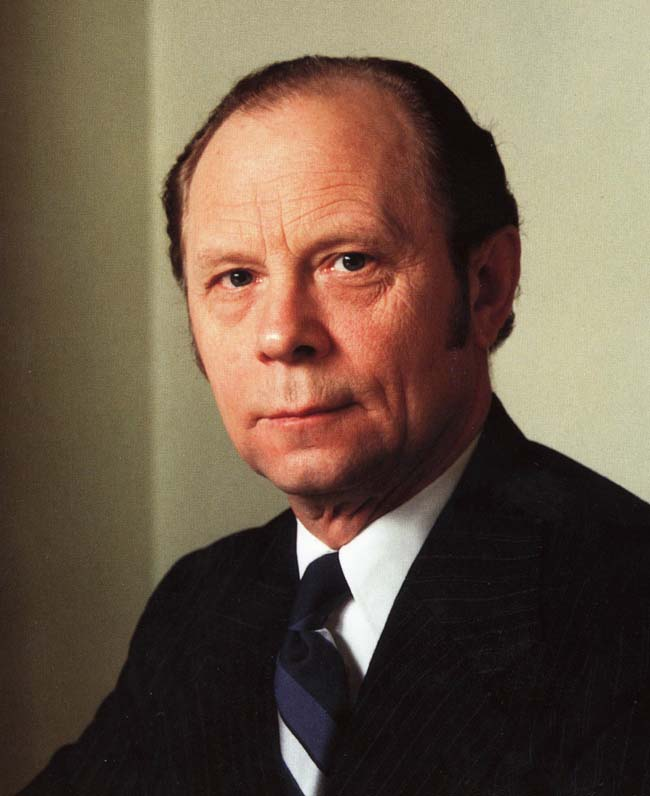
Kristján Eldjárn (1968–1980)
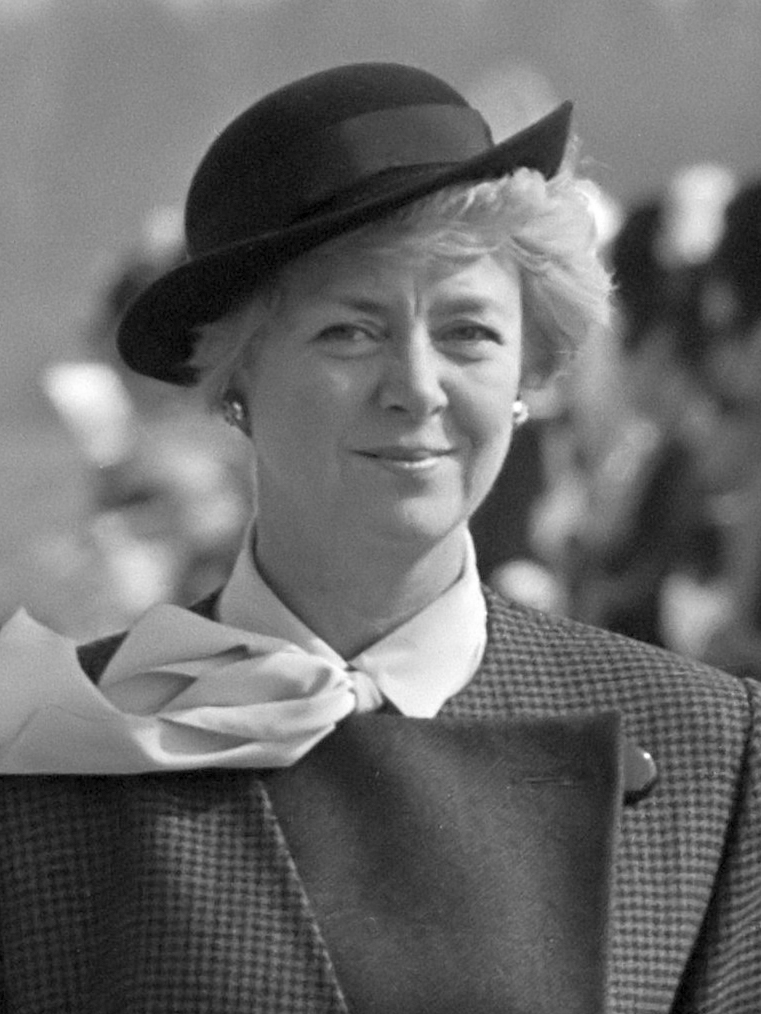
Vigdís Finnbogadóttir (1980–1996)
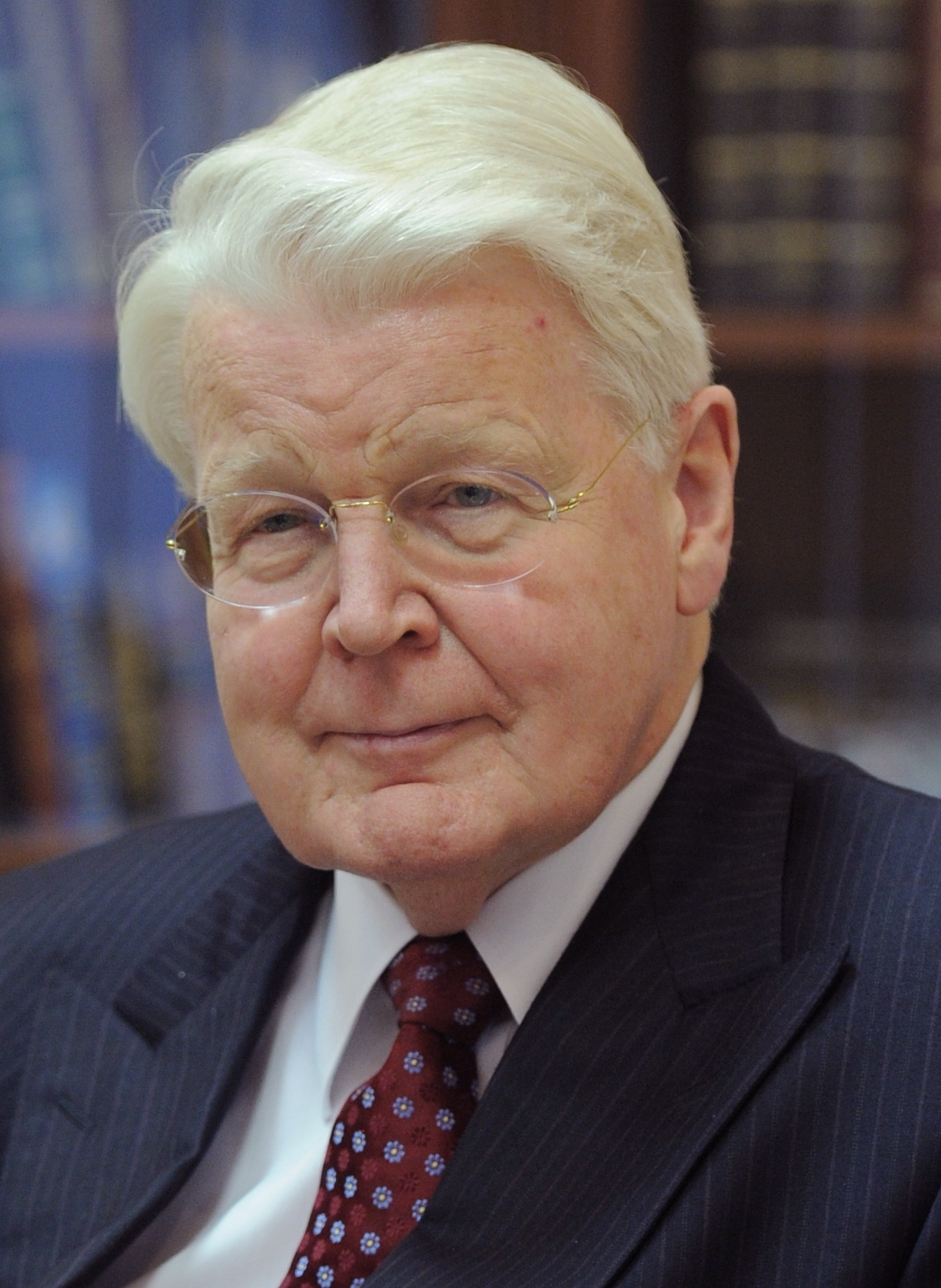
Ólafur Ragnar Grímsson (1996–2016)
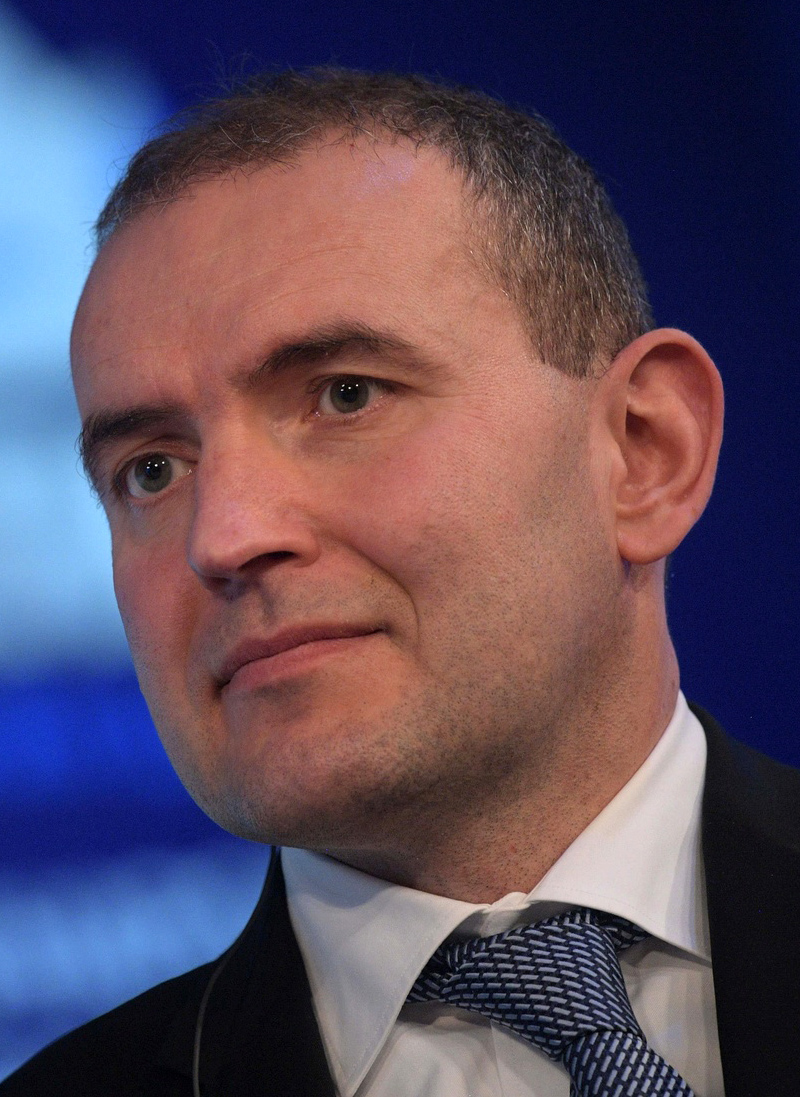
Guðni Thorlacius Jóhannesson (2016–2024)